# Bate Besong
Bate Besong, de son nom complet Bate Besong Jacob, né le 8 mai 1954 à Calabar et mort le 8 mars 2007 au Cameroun, est un dramaturge, poète et critique littéraire camerounais, décrit comme « l'un des écrivains les plus représentatifs et réguliers de ce que l'on pourrait appeler la deuxième génération de la littérature camerounaise émergente en anglais ».
Le 18 juillet 2008, l'écrivain nigérian Niyi Osundare lui hommage dans un discours prononcé lors des EduArt Awards 2008 pour la littérature camerounaise anglophone.

## Biographie

### Études et carrière
Après avoir obtenu son GCE A-Level à l'école secondaire St. Bedes à Kom dans la région du Nord-Ouest du Cameroun, Besong est admis à l'université de Calabar où il publie son premier recueil de poèmes intitulé Polyphemous Detainee and Other Skulls en 1980 avant d'obtenir son diplôme. Pendant ses études à l'université, Bate Besong et Ba'bila Mutia fondent Oracle, un journal de poésie édité par des étudiants. Réalisant que sa réputation naissante d'écrivain en herbe le faisait reconnaître comme nigérian et compromettait ses origines camerounaises, Besong retourne au Cameroun après avoir obtenu sa maîtrise. Il est chargé de cours à l'université de Buéa, où il enseigne de 1999 jusqu'en 2007, année de sa mort.
En 1992, peu de temps après la mise en scène de sa pièce Beasts of No Nation, Besong est kidnappé et torturé par des agents de sécurité de l'État qui l'emmenènent dans un lieu inconnu d'où il est libéré plus tard lorsque la nouvelle de son enlèvement est rendue publique. En 1992, il remporté le prix de l'Association des auteurs nigérians pour Requiem for the Last Kaiser. Besong obtient ensuite un doctorat en études littéraires à Calabar.

### Mort
Il décède le 8 mars 2007 dans un accident de la route sur l'autoroute Douala-Yaoundé.

## Œuvres
- Polyphemus Detainee and Other Skulls. Calabar: Scholars Press, 1980.
- The Grain of Bobe Ngom Jua. Yaounde: A Drapoe Publication, 1986.
- The Most Cruel Death of the Talkative Zombie. Limbe : Nooremac Press, 1986.
- Beasts of No Nation. Limbe : Nooremac Press, 1990.
- Obasinjom Warrior with Poems after Detention. Limbe : Alfresco, 1991.
- Requiem for the Last Kaiser. Calabar: Centaur Publishers, 1991.
- The Banquet : A Historical Drama. Markudi Nigeria : Editions Ehi, 1994.
- Just Above Cameroon: Selected Poems 1980-1994. Limbe : Presbook Printing Press, 1998.
- Change Waka and his Man Sawa Boy. Cameroon: Edition Cle, 2001.
- Three Plays. Yaounde: Cle, 2003.
- Disgrace: Autobiographical Narcissus and Emanya-nkpe Collected Poems. Limbe : Design House, 2007.

### Essais et articles
- “Literature in the Season of the Diaspora : Notes to the Anglophone Cameroonian Writer" Nalova Lyonga, Bole Butake, Eckhard Breitinger (ed) Anglophone Cameroon Writing. Bayreuth : RFA/Germany. 5 – 18, 1993
- “Who's Afraid of Anglophone Theatre I & II”. London: West Africa, 7 – 3 July pp 1106 – 1107, 14–20 July 1146,1997.
- The Limits of a Manichean Vision and the Egoist Hero in Post Colonial Bourgeois Theatre”: Epasa Moto : A Bilingual Journal of Langage and Literatures. University of Buea. Vol. 1. Nº 479 – 98, 2001.
- ''Ontogenesis of Modern Anglophone Cameroon Drama and its Criticism: Excursus” : VOICES The Wisconsin Review of African Languages and Literatures. University of Wisconsin, 1414 Van Hise, 1220 Linden Drive, Madison, W1537306, Vol. 1 Nº 5 1–19, 2002.
- “ L'Écrivain est mort : Alas, Poor Ferdinand (Son Excellence Leopold Oyono)' USA : ALA Bulletin, A Publication of the African Literature Association. Vol. 28, Nº 2 Spring 119–124.